# Temple mormon de Tampico
Le temple mormon de Tampico est un temple de l’Église de Jésus-Christ des saints des derniers jours situé à Ciudad Madero, dans l’État de Tamaulipas, au Mexique. Il a été inauguré le 20 mai 2000.